# Josha Vagnoman
Josha Vagnoman, né le 11 décembre 2000 à Hambourg en Allemagne, est un footballeur international allemand qui évolue au poste d'arrière droit au VfB Stuttgart.

## Biographie

### Hambourg SV
Né à Hambourg en Allemagne, Josha Vagnoman est formé par le club de sa ville natale, le Hambourg SV, qu'il rejoint en 2010. Il est intégré à l'équipe première en février 2018 par l'entraîneur-chef nouvellement nommé, Bernd Hollerbach,, qui lui permet de faire sa première apparition avec les professionnels à seulement 17 ans, le 10 mars 2018, à l'occasion d'un match de Bundesliga face au cador du championnat, le Bayern Munich. Il entre en jeu en cours de partie ce jour-là, et son équipe s'incline lourdement sur le score de six buts à zéro,. Il devient ainsi le plus jeune joueur à avoir jamais joué en Bundesliga pour le Hambourg SV, à l'âge de 17 ans et 89 jours. Sous la direction du nouvel entraîneur Christian Titz, Vagnoman ne fait pas davantage d'apparitions en équipe première cette saison-là.
Le 6 mai 2018 est annoncé la prolongation de Vagnoman avec le HSV, avec qui il signe donc son premier contrat professionnel, le liant au club jusqu'en juin 2021.
Son club étant relégué à l'issue de la saison 2017-2018, Vagnoman découvre la deuxième division en 2018-2019. Il reçoit la Médaille Fritz Walter d'argent, qui récompense les meilleurs jeunes allemands, pour la catégorie des moins de 19 ans. Vagnoman réalise en tout treize apparitions toutes compétitions confondues cette saison-là. Terminant quatrième au classement, le HSV ne parvient pas à remonter directement dans l'élite du football allemand.
Au début de la saison 2019-2020, Vagnoman est mis sur le banc par le nouvel entraîneur-chef Dieter Hecking et joue principalement pour les réserves. En tant que membre de l'équipe Hamburger SV II, il dispute trois matchs de Regionalliga Nord au cours desquels il marque trois buts. Après que l'arrière droit titulaire Jan Gyamerah subisse une fracture du péroné à la mi-septembre. Le 22 septembre 2019, Vagnoman inscrit son premier but en professionnel lors d'une victoire de son équipe en championnat face au FC Erzgebirge Aue (4-0 score final). En octobre, il subit une blessure au pied lors d'un match de DFB-Pokal contre VfB Stuttgart, ce qui l'écarte des terrains pendant plusieurs mois. En son absence, Khaled Narey devient  le troisième joueur à occuper le poste d'arrière droit avant l'arrivée de Louis Beyer en prêt lors du mercato de janvier. Le 17 avril 2020, Josha Vagnoman prolonge son contrat avec le Hambourg SV jusqu'en juin 2024. Il est par la même occasion intégré définitivement à l'équipe première.
Lorsque la ligue reprend en mai, Vagnoman revient dans l'alignement de départ en tant qu'arrière droit lors d'un match de 2. Bundesliga contre SpVgg Greuther Fürth. Il termine la saison avec 16 apparitions en Bundesliga, au cours desquelles il marque un but.
Lors de la première journée de la saison 2020-2021, Vagnoman est dans le onze de départ sous la direction du nouvel entraîneur-chef Daniel Thioune pour le match contre Fortuna Düsseldorf (victoire 2-1). Cependant, la semaine suivante à l'entraînement, il subit une déchirure des ligaments externes et une tension des ligaments internes de la cheville gauche. Cela l'écarte des terrains pendant quelques semaines, et à son retour lors de la cinquième journée de championnat, il est sur le banc, derrière Jan Gyamerah, ainsi que pour les matchs suivants. En raison d'une blessure de Gyamerah, Vagnoman revient dans le onze de départ le 5 décembre 2020 lors d'une défaite à domicile 1-0 contre Hannover 96, et il devient titulaire régulier jusqu'à la fin de la première moitié de la saison, marquant deux buts. Lors de la victoire 4-2 contre Eintracht Braunschweig le 23 janvier 2021, Vagnoman est remplacé à la mi-temps après avoir subi une déchirure des ligaments de la cheville droite,. Il fait son retour un mois plus tard. Cependant, en raison d'une tension à la cuisse, il manque les deux derniers matchs de la saison. Vagnoman termine la saison avec 24 apparitions en championnat, au cours desquelles il marque deux buts. Le HSV termine quatrième pour la troisième fois consécutive et manque une fois de plus la promotion.
En août 2021, alors qu'il revient d'une blessure musculaire qui lui a fait manquer les deux premiers matchs de la saison 2021-2022, il se blesse lors du derby face au FC St. Pauli perdu par Hambourg (3-2 score final) le 13 août 2021. Victime d'une déchirure du tendon musculaire à l'avant de la cuisse gauche, il est absent pour plusieurs mois,.
Lors de la troisième journée de la saison, Vagnoman entre en jeu en remplacement de Jan Gyamerah, mais est de nouveau victime d'une déchirure des tendons musculaires. On estime alors qu'il sera indisponible pendant deux mois. Il fait son retour à l'entraînement avec l'équipe première à la fin janvier 2022, soit environ cinq mois après avoir subi la blessure. Le 27 février, il effectue son retour en compétition lors d'une défaite à domicile 3-2 dans le Nordderby contre Werder Bremen, entrant en jeu à la 82e minute en remplacement de Moritz Heyer (en).

### VfB Stuttgart
Le 9 juillet 2022, Josha Vagnoman s'engage en faveur du VfB Stuttgart. Le défenseur de 21 ans signe un contrat courant jusqu'en juin 2026,.
Vagnoman joue son premier match sous ses nouvelles couleurs le 29 juillet 2022, à l'occasion d'une rencontre de coupe d'Allemagne face au SG Dynamo Dresde. Titularisé, il se fait remarquer en délivrant une passe décisive pour Darko Čurlinov sur le but vainqueur de son équipe (0-1 score final),. En septembre 2022 il est écarté des terrains par une blessure survenue à l'entraînement et est absent pour plusieurs semaines.

### En équipe nationale
Né et ayant grandi en Allemagne, Josha Vagnoman possède également des origines ivoiriennes de par son père. Il peut donc représenter ces deux nations en sélection.
Vagnoman est sélectionné avec l'équipe d'Allemagne des moins de 17 ans pour participer à la Coupe du monde des moins de 17 ans en 2017. Lors du mondial junior organisé en Inde, il joue trois matchs. L'Allemagne s'incline en quart de finale face au Brésil.
Le 10 octobre 2019, Vagnoman joue son premier match avec l'équipe d'Allemagne espoirs, lors d'une rencontre amicale face à l'Espagne. Il est titulaire au poste d'arrière droit ce jour-là, et les deux équipes font match nul (1-1).

## Statistiques
| Saison                | Club                  | Championnat           | Championnat | Championnat | Coupe(s) nationale(s) | Coupe(s) nationale(s) | Compétition(s) continentale(s) | Compétition(s) continentale(s) | Compétition(s) continentale(s) | Barrages | Barrages | Total | Total |
| Saison                | Club                  | Division              | M.          | B.          | M.                    | B.                    | Comp.                          | M.                             | B.                             | M.       | B.       | M.    | B.    |
| 2017-2018             | Hambourg SV           | Bundesliga            | 1           | 0           | -                     | -                     | -                              | -                              | -                              | -        | -        | 1     | 0     |
| 2018-2019             | Hambourg SV           | 2. Bundesliga         | 11          | 0           | 2                     | 0                     | -                              | -                              | -                              | -        | -        | 13    | 0     |
| 2019-2020             | Hambourg SV           | 2. Bundesliga         | 16          | 1           | 1                     | 0                     | -                              | -                              | -                              | -        | -        | 17    | 1     |
| 2020-2021             | Hambourg SV           | 2. Bundesliga         | 24          | 2           | 1                     | 0                     | -                              | -                              | -                              | -        | -        | 25    | 2     |
| 2021-2022             | Hambourg SV           | 2. Bundesliga         | 12          | 2           | 3                     | 0                     | -                              | -                              | -                              | 2        | 0        | 17    | 2     |
| Sous-total            | Sous-total            | Sous-total            | 66          | 5           | 7                     | 0                     | -                              | 0                              | 0                              | 2        | 0        | 75    | 5     |
| 2022-2023             | VfB Stuttgart         | Bundesliga            | 23          | 2           | 4                     | 0                     | -                              | -                              | -                              | 2        | 1        | 29    | 3     |
| 2023-2024             | VfB Stuttgart         | Bundesliga            | 11          | 1           | 2                     | 0                     | -                              | -                              | -                              | -        | -        | 13    | 1     |
| Sous-total            | Sous-total            | Sous-total            | 34          | 3           | 6                     | 0                     | -                              | 0                              | 0                              | 2        | 1        | 42    | 4     |
| Total sur la carrière | Total sur la carrière | Total sur la carrière | 100         | 8           | 13                    | 0                     | -                              | 0                              | 0                              | 4        | 1        | 117   | 9     |

## Palmarès

### En club
VfB Stuttgart
- Coupe d'Allemagne (1) :
  - Vainqueur en 2025

### En équipe nationale
Allemagne espoirs
- Championnat d'Europe espoirs (1) :
  - Vainqueur en 2021

## Vie personnelle
Vagnoman est né et a grandi à Hambourg, fils d'un père ivoirien et d'une mère allemande.